# Yusmarg
Yusmarg oder auch Yousmarg ist eine Hill Station im Westen des Kaschmirtals in Jammu und Kashmir. Sie liegt 47 km südlich von Srinagar.

## Geographie
Yusmarg bedeutet in der Sprache der Kashmiri „Die Jesus-Wiese“.
Die Einheimischen glauben, dass Jesus nach Kaschmir kam und eine Zeitlang in Yusmarg blieb. Es ist ein Gebirgstal umgeben von Bergen und Wäldern mit Kiefern und Fichten.

Das Tal ist ein beliebtes Touristenziel in den nördlichen Ausläufern des Pir Panjal. Nahegelegene Gipfel sind der Sunset-Gipfel und der Tatakooti, die von Yusmarg aus zu erreichen sind. Die Hill Station liegt auf einer Höhe von 2396 m.

## Sehenswürdigkeiten
Vier Kilometer von Yusmarg entfernt liegt der Nilnag-See. In zehn Kilometer Entfernung im Sang-e-Safed-Tal liegt ein See, der auch im Sommer lange Zeit noch gefroren ist.

## Verkehr
Yusmarg ist mit dem Auto oder Bus von Srinagar über den Ort Charari Sharief zu erreichen. Im Winter ist die Straßenverbindung wegen starken Schneefalls oft lange unterbrochen.